# TikTok的文化影响

TikTok的标志

在线视频平台TikTok自2017年9月全球发布以来，已经在全球范围内产生了社会、政治和文化影响。该平台自发布以来迅速增长了用户基数，并于2020年10月突破了20亿次下载量。它成为了2021年世界上最受欢迎的网站，超过了谷歌。

## 文化影响

### 音乐
TikTok被许多媒体认为在音乐行业中具有重大影响力。特别是美国艺术家利尔·纳斯·X在2019年的歌曲《乡村老街》在TikTok上爆红后迅速走红。他承认了TikTok在推广这首歌曲方面的重要作用，表示： “TikTok真的为这首歌提升了很多……我非常感激他们。”同样，Doja Cat也因在TikTok上的成功而获得了主流知名度。内幕公司在2020年指出，TikTok上最受欢迎和广泛传播的舞蹈之一是配合Doja Cat的《Say So》，这也成为了她在公告牌百强单曲榜上的首支热门单曲。Pitchfork也提到了Doja Cat在TikTok上的巨大影响力，称在她在TikTok上走红之前，许多人并没有意识到她是一位明星。
TikTok在推出时允许用户上传视频，时长从3秒到1分钟不等。这种短视频长度的限制导致用户制作了歌曲的加速版本用于他们的视频内容。这样一来，他们可以在视频中包含更多的歌曲片段。一些艺术家，如SZA和Steve Lacy，看到他们歌曲的非官方加速版 remix 在该平台上走红后，也推出了官方的加速版本。
TikTok还帮助推广了一些老歌曲。Fleetwood Mac的歌曲《Dreams》在发布40多年后重新进入了公告牌百强单曲榜，这得益于在TikTok平台上走红的一个以该歌曲为背景音乐的视频。Insider的丹·韦特利指出，即使某些歌曲在主流市场上已经存在了几十年，它们也有可能在该应用程序上有机地崛起。
2023年9月，公告牌和TikTok联合推出了一项名为TikTok公告牌前50名的新排行榜，以追踪在美国TikTok平台上流行的音乐。
一些艺术家抱怨由于TikTok在音乐营销过程中的巨大作用而感到“疲劳”。美国歌手Halsey在2022年表示，如果她的唱片公司不同意“在TikTok上伪造一个病毒性时刻” ，他们就不允许她发布新歌。

### 新闻与资讯
TikTok正成为美国人获取新闻信息的日益重要的来源。皮尤研究中心发现，从2020年至2022年，定期从TikTok获取新闻的美国成年人比例增加了三倍以上，从3%增至10%。同期，从TikTok平台获取新闻的美国成年用户比例也从22%增至33%。尽管如此，与TikTok相比，从Facebook和Twitter获取新闻的用户比例要高得多。然而，从2020年到2022年，每年从Facebook和Twitter获取新闻的用户比例均出现下降。
此外，越来越多的Z世代互联网用户开始将TikTok作为首选搜索引擎，而非Google。

### 食物
TikTok的内容能够影响用户的饮食选择。一项针对青少年的2023年研究发现，TikTok上的内容会影响用户做出短期的食品决策，比如尝试新的食物或食谱，以及长期的食品决策，比如饮食调整。
此外，TikTok还导致了餐厅定制订单的增加，这在平台上被称为“菜单黑客”。2021年，一些星巴克的咖啡师抱怨称，某些复杂的定制饮料在TikTok上走红后，点这些饮料的订单数量增加，这些饮料并不在星巴克的菜单上。2023年，墨西哥烤肉店Chipotle Mexican Grill在两位网红创建的一款TikTok热门定制订单受到大量订单的影响后，将其永久添加到了菜单上。同年，有几个华夫饼屋分店的视频在TikTok上走红，表示它们拒绝提供TikTok上的定制订单。

### 时尚
TikTok视频能够触及的广泛受众相比其他平台更多，这使得即使只有少数关于相似服装风格的病毒视频，也能够创造出新的微时尚趋势。TikTok用户产生的大量新微时尚趋势增加了快时尚零售商（如Shein）的人气，他们能够迅速复制并销售在TikTok上流行的商品。通过社交媒体平台流行起来的时尚潮流和时尚风潮统称为“互联网审美”。
在TikTok上，分享好物视频在时尚创作者中很受欢迎。Shein成功地与TikTok和Instagram上的影响者合作，通过向他们发送免费服装和折扣代码与他们的追随者分享，从而为他们赚取销售佣金来发展其业务。有影响力的人还可以通过免费服装为 Shein 发布分享视频而获得报酬。TikTok上这类视频的流行还导致用户通过制作和发布自己的Shein分享视频免费为Shein做广告。

### 整容手术
TikTok上关于整形手术的视频非常受欢迎。截至2022年1月，与整形手术相关的话题标签的视频在该平台上总共获得了超过290亿次的观看次数。TikTok和Instagram的普及导致年轻人接受整形手术的数量增加。
2021年，《整形与重建外科学》发表了一篇文章，发现整形外科医生是社交媒体的早期采用者之一。在该文章发表时，至少有五名整形外科医生在TikTok上的粉丝数量已超过100万。文章指出，一些外科医生在平台上成为有影响力的人物，具有影响公众观念的能力。南佛罗里达大学于2023年发表的一项研究发现，整形外科医生在TikTok上发布的内容有助于通过教育他们的观众并减少他们对手术的恐惧来合法化整形手术。TikTok的推荐系统也通过“为你推荐”页面向对整形手术视频感兴趣的用户展示更多的整形手术视频，这使得整形手术看起来比实际上在名人和普通人中更为普遍。
尽管TikTok不允许在其平台上直接进行整形手术的付费广告，但整形手术诊所可以通过普通的未付费帖子来推广他们的服务，同时也可以通过向影响者支付费用或提供免费手术以换取影响者发布有关其整形手术经历的视频。
在TikTok上流行的整形手术包括隆鼻手术、颊部脂肪减少手术和肉毒杆菌毒素注射。有时，整形手术会以TikTok的互联网挑战形式流行。例如， “#隆鼻手术检查”挑战要求用户发布他们的隆鼻手术前后的视频，而视频中通常使用特定的挑战背景音效。

### 文学

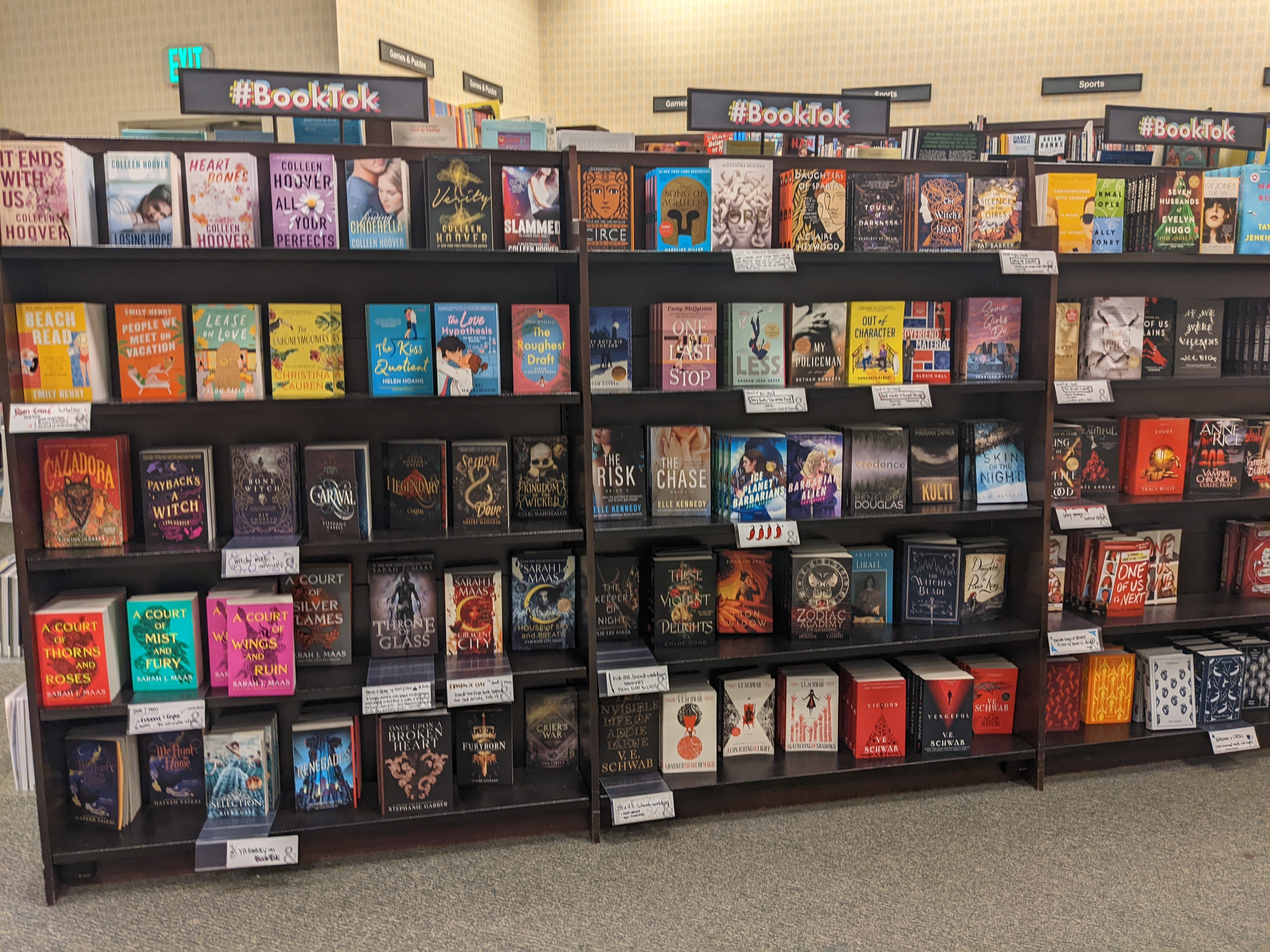
巴诺书店的BookTok专区

BookTok是一种集体讨论和推荐图书的视频现象，由用户共同创造。在BookTok上走红的书籍通常会迎来销量大幅增长。作家科琳·胡佛（Colleen Hoover）就是在BookTok上走红的典型例子，在2022年10月，她的六本书跻身《纽约时报》平装书小说畅销书排行榜前十名。根据图书销售追踪服务BookScan的分析师称，BookTok仍然是发现新作家的最重要平台之一。一些出版商已经开始向受欢迎的BookTok影响者支付费用，以推荐他们的书籍，以便利用这一现象。
BookTok在平台上的成功也催生了TikTok母公司字节跳动于2023年推出了自己的出版公司，名为“八音出版社”。

### 药物短缺
TikTok上的趋势导致了一些药物短缺的问题。丹麦制药公司诺和诺德（Novo Nordisk）生产了三种含有司美格鲁肽活性成分的药物。其中一种药物Wegovy已经被美国食品和药品管理局（FDA）批准用于治疗肥胖症。另外两种药物，Ozempic和Rybelsus，仅被批准用于治疗糖尿病。2022年，美国出现了Ozempic药物短缺的情况，因为在平台上，人们开始趋向于非标准使用这种药物以达到减肥的效果。澳大利亚治疗产品管理局报告称，Ozempic在TikTok上的流行导致了全球该药物的短缺。该机构建议医生不要给新患者开出这种药物的处方，并尽可能为现有患者开出替代药物的处方。截至2023年3月，使用标签#Ozempic的TikTok视频已经累计了6.9亿次观看。

### 其它网站
TikTok的流行已经促使其他网络服务纷纷采取类似的功能，以与其竞争。Instagram在2020年推出了名为Instagram Reels的短视频功能，允许用户发布短小的垂直视频。YouTube紧随其后，于2021年推出了YouTube Shorts。2022年，Facebook在其应用程序中推出了一个视频选项卡，向用户展示个性化的视频内容。同年，Twitter宣布也将推出短视频功能，而亚马逊则在其移动应用程序中添加了一个滚动的产品图片和视频展示功能。到了2023年，Spotify将其首页重新设计成了与TikTok类似的滚动界面，而Reddit也在其移动应用程序中添加了一个独立的视频内容流。

## 经济影响
根据牛津经济学研究院（Oxford Economics）在2023年进行的一项研究，英国的中小企业通过在TikTok上发布广告来推广业务，在2022年因其在TikTok上的活动而为英国国内生产总值增加了16亿英镑。

### 消费者行为
根据Adweek和Morning Consult在2021年进行的一项研究，发现49%的TikTok用户在看到平台上讨论或推广的商品或服务后购买了它们。
而在2023年，欧洲商业与管理研究期刊发表的一项研究表明，TikTok用户更倾向于信任在视频质量高的TikTok视频中展示的产品，而不是那些更实用或价格更低的产品。